# إيزاك (اسم)
ايزاك، إزحاق، إساك، إزجاك، إزيك هي تهجأة بديلة لإسحاق. وهو اسم عبري يطلق على الذكر بمعنى «ضحك». 

## اشخاص يحملون الأسم
- إيزاك فان دير ميرفي
- إسحاق غرونباوم
- اسحاق دينسين الأسم مستعار لـ كارين بلكسين
- إسحاق بيرلمان
- إسحاق رابين
- إسحاق بن تسفي
- إسحاق شامير
- إسحاق فيفر